# جون ريتشاردز (سياسي)
جون ريتشاردز (بالإنجليزية: John Richards)‏  (و. 1857 – 1917 م) هو سياسي، من كندا، توفي عن عمر يناهز 60 عاماً.